# Heidelberský katechismus
Heidelberský katechismus (německy Heidelberger Katechismus, latinsky Catechesis Palatina) je nejrozšířenější věroučnou pomůckou v reformovaných církvích. Katechismus nese název podle univerzitního města Heidelberku, kde poprvé vyšel na jaře 1563. Originální název díla zní: Katechismus neboli křesťanské učení, jak je vedeno v kostelech a ve školách v Kurfiřtské Falci.

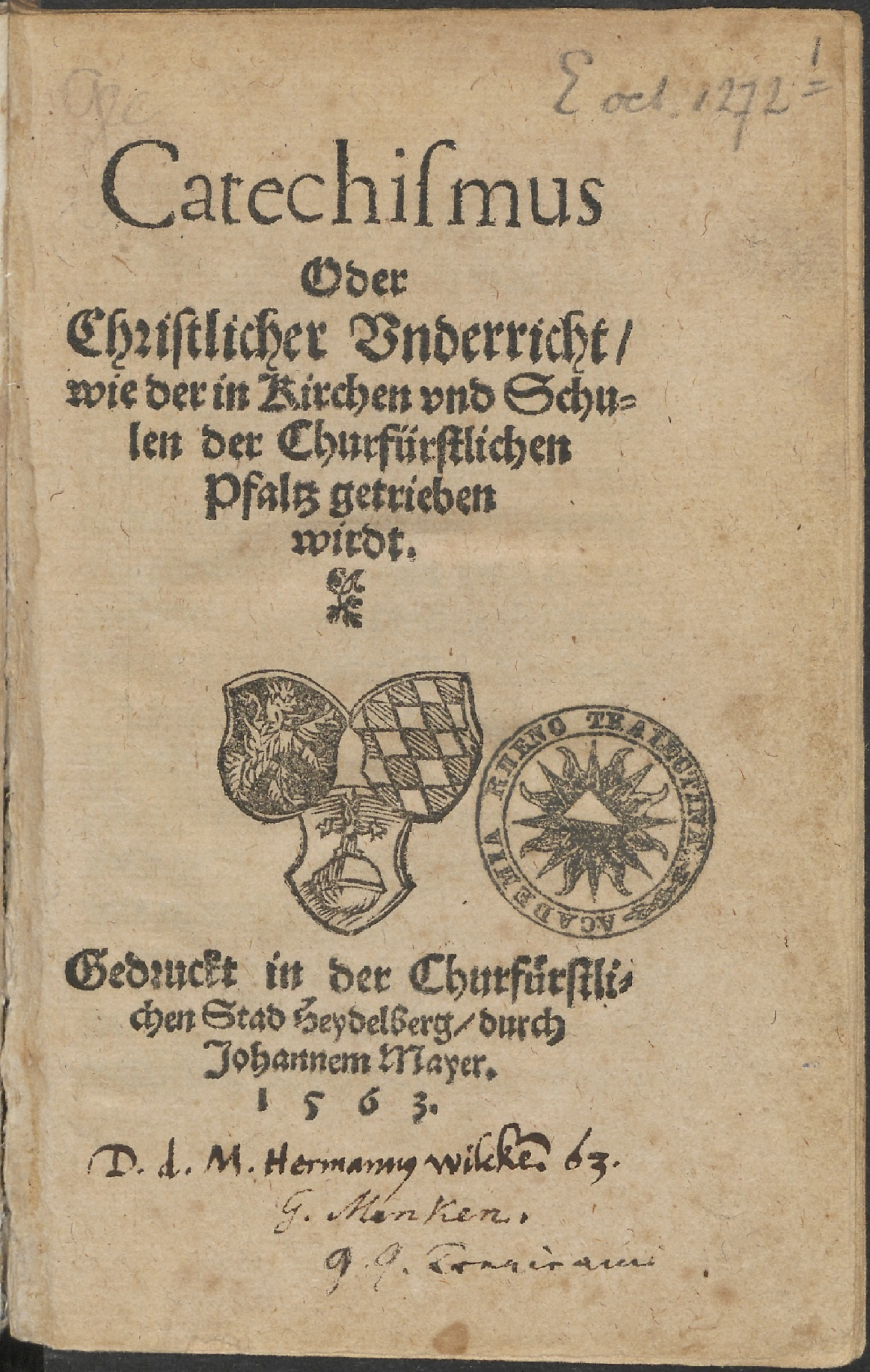
Heidelberský katechismus 1563

## Vznik
Po počátečním kolísání, kam se během reformace zařadit, bylo německé hrabství Kurfiřtská Falc nasměrováno za vlády zbožného panovníka Fridricha III. do reformovaného tábora. Hrabě pověřil mladého theologa Zachariáše Ursina, aby sepsal učebnici víry, která by posílila náboženskou orientaci křesťanů pod jeho vládou. Částečně navazuje na dřívější protestantské katechismy.

## Obsah
Heidelberský katechismus je podle reformačních zásad silně provázán s Biblí. Používá biblické slovní obraty a uvádí přes 800 odkazů na biblická místa. Lze jej tedy považovat za svébytný výklad Bible.
Katechismus obsahuje 129 otázek a odpovědí.
Dodatečně byl rozčleněn na 52 částí po několika otázkách, aby mohl být soustavně probrán při nedělních shromážděních v průběhu jednoho roku.

### Úvod 1-2
V mnoha církvích patří úvodní otázka a odpověď k základům víry, věřící je znají nazpaměť a různou formou si je ve společném i soukromém životě připomínají.
1. Co je tvým jediným potěšením v životě a ve smrti?
Že se svou duší a tělem v životě i ve smrti nejsem sám svůj. Patřím však svému věrnému Spasiteli, Ježíši Kristu. On svou vzácnou krví dokonale zaplatil za všechny mé hříchy, zcela mne vykoupil z moci ďáblovy a opatruje mne tak, že bez vůle mého nebeského Otce mi z hlavy nespadne jediný vlas. Ano, vše mi musí sloužit ke zdaru. Proto mne svým svatým Duchem ujišťuje o věčném životě a působí, že jsem ze srdce ochoten a připraven pro něj nadále žít.

### První část: O bídě člověka 3-11
Začíná se od vztahu člověka a Boha. Člověk byl stvořen pro lásku, toto své poslání však nenaplňuje. "Od přírody mám sklon nenávidět Boha i svého bližního." (5) Odklon od základního přikázání lásky lze poznat z Bible, chápané jako Boží zákon. Překonat přirozené odcizení od Boha lze leda "novým narozením z Ducha" (8), kdy člověk sám sice předepsaný zákon nenaplní, přijme však Boží pomoc a začne žít v novém duchu.

### Druhá část: O vykoupení člověka 12-85
Bůh nabízí záchranu z bezduchého života. Nabídka byla bez podmínek dána prostřednictvím Ježíše Krista. Stačí se jí jen chopit vírou.
21. Co je pravá víra?
Pravá víra není pouze spolehlivé poznání, kterým považuji za pravdivé vše, co nám Bůh ukázal ve svém slově, nýbrž i srdečná důvěra, kterou ve mně působí Duch svatý evangeliem, že nejenom druhým, nýbrž také mně Bůh daroval odpuštění hříchů, věčnou spravedlnost a štěstí – to vše z pouhé milosti, prostě jen kvůli Kristově zásluze.
Katechismus je velice osobní. Vedle velkých dějinných pravd víry se trvale zaměřuje na srdce člověka. Zajímá ho pohled dovnitř, jak víra proměňuje lidského ducha. Základy křesťanského učení jsou vyloženy podle apoštolského vyznání víry (22-59). Následuje pasáž o klasickém reformačním tématu: ospravedlnění. Kdy je člověk spravedlivý před Bohem? Jak spolu souvisejí víra, dobré skutky a spása? (60-65) Účast na Božím díle v přítomnosti znázorňují svátosti (66-85), v protestantském pojetí pouze dvě, ustanovené samotným Kristem: křest a večeře Páně.

### Třetí část: O vděčnosti 86-129
Odpovědí na Boží přízeň je život ve vděčnosti. Ta se projevuje na desateru a modlitbě.

## Působení
Heidelberský katechismus se postupně rozšířil do různých zemí v Německu, brzy se ujal v nizozemských a maďarských církvích. Všude tam je dodnes používán při výuce náboženství, konfirmační přípravě i při bohoslužbách. Poměrně malý význam má v anglicky a francouzsky mluvícím prostředí, kde se prosadily jiné katechismy. V českém evangelickém prostředí se Heidelberský katechismus výrazněji uplatnil až s ustavením Evangelické církve helvetského vyznání po tolerančním patentu. Česky vyšel v roce 1949 v překladu, který pořídil J.B.Jeschke. V roce 2013,  pro katechismus jubilejním, byl zveřejněn nový překlad, vypracovaný Petrem Cimalou.

## Otázka 80
Ekumenicky problematická je otázka 80. V původním vydání nebyla vůbec obsažena, jako jediná byla doplněna později. Ihned do druhého vydání ještě na jaře 1563 ji nařídil připsat panovník Fridrich III., zřejmě pod vlivem horlivého bohoslovce Oleviana, jemuž se oddíl o večeři Páně zdál příliš smířlivý a málo reformovaný. Odráží ostré soudobé spory s římskými katolíky ohledně pojetí této svátosti. Bohoslužba jiné křesťanské skupiny je zde příkře označena jako zlořečené či prokleté modlářství.
80. Jaký je rozdíl mezi večeří Páně a papežskou mší?
Večeře Páně je nám svědectvím o tom, že máme dokonalé odpuštění všech svých hříchů prostřednictvím jednorázové oběti Ježíše Krista, kterou on sám jednou dokonal na kříži, a že Duchem svatým jsme jedno tělo s Kristem, jenž je nyní svým pravým tělem po pravici Otcově v nebi a tam chce být uctíván. Mše však učí, že ani živí, ani mrtví nemají odpuštění hříchů skrze utrpení Kristovo, ledaže by Kristus byl ještě denně kněžími při mši obětován, a že Kristus je tělesně pod způsobem chleba a vína a má být proto uctíván v nich. Mše tedy v podstatě není ničím jiným než zapřením jediné oběti a utrpení Ježíše Krista a zlořečeným modlářstvím.
Polemická výhrada, ukotvená ve věroučném spisu a leckdy přerůstající v předsudek, dlouhodobě ztěžovala dorozumění mezi katolíky a protestanty. Cenzoři v oblastech s nábožensky smíšeným obyvatelstvem opakovaně kvůli obavám z třenic zakazovali v této odpovědi tisknout poslední větu, naposledy v komunistickém Rumunsku. S rozvojem ekumenických vztahů zjistili samotní reformovaní křesťané, že šíře katolického pohledu zde není vykreslena správně. Objevily se různé poznámky a komentáře k tomuto místu. V roce 1994 připojilo vedení „Reformovaného svazu v Německu“ následující poznámku. (Opět jediná dodatečná poznámka v Heidelberském katechismu.)
Tento odsudek byl formulován před téměř 450 lety; v této podobě jej obsahově ani jazykově nelze zastávat. Polemika proti opakování jednorázové Kristovy oběti na kříží a proti uctívání živlů (chleba a vína) neodpovídá porozumění, jakého mohlo být doposud dosaženo v ekumenickém dialogu. Stávající rozdíl v učení spočívá v tom, že eucharistie je v římskokatolické církvi chápána jako "oběť", v evangelické bohoslužbě je večeře Páně chápána jako "hostina". Tento rozdíl by však neměl působit roztržku mezi církvemi.

### Česká vydání
- Heidelberský katechismus, aneb Učení pravého náboženství křesťanského v otázky a odpovědi uvedené. Brno: Jan Siedler, 1783, 71 s.
- Katechismus heidelberský. Praha: Spolek Komenského, 1885, 116 s.
- Katechismus heidelberský. V češtinu uvedl a otázky dle katechismu Dra. Heřmana z Roquesu rozebral Jan Veselý. Praha: Spolek Komenského, 1896, 116 s.
- VESELÝ, Jan. Katechismus heidelberský. 3. vyd. Praha: Spolek Komenského, 1903, 116 s.
- Heidelberský katechismus to jest křesťanské učení. Brno, 1949
- Heidelberský katechismus: křesťanské učení. Překlad Peter Cimala, Praha: Návrat domů, 2013, 112 s.
- Heidelberský katechismus: křesťanské učení. 2. upravené vydání. Překlad Peter Cimala, Praha: Návrat domů, 2018, 117 s.

### Texty a články o Heidelberském katechismu v češtině
- http://www.nase-reformace.cz/heidelbersky-katechismus Archivováno 21. 1. 2016 na Wayback Machine.
- Pokorný, Petr. Heidelberský katechismus na rozcestí. Recenze: Heidelberský katechismus, překlad Peter Cimala. Teologická reflexe 20 (2/2014), s. 213 – 215.
- Filipi, Pavel. Heidelberský katechismus nově přeložený. Recenze: Heidelberský katechismus, překlad Peter Cimala, Teologická reflexe 21 (1/2015), s. 91 – 93.

### Katechismus v dalších jazycích
- https://web.archive.org/web/20150329015330/http://www.refo500.nl/en/pages/10/Heidelberg%20Catechism%20in%20Various%20Languages.html